# Torneio Internacional de Toulon de 2013
O Torneio Internacional de Toulon de 2013 foi a quadragésima primeira edição do torneio, que ocorreu de 28 de maio até 8 de junho. O evento, como em todos os anos, é sediado na cidade de Toulon, França. A competição contou com a participação de dez seleções.
Brasil e Colômbia jogaram a partida final, os brasileiros venceram por 1 a 0 e conquistaram pela sétima vez o título do torneio de seleções de base juntando aos ganhos em 1980, 1981, 1983, 1995, 1996 e 2002.

## Equipes participantes
| AFC      | - Coreia do Sul               |
| CAF      | - RD Congo - Nigéria          |
| CONCACAF | - México - Estados Unidos     |
| UEFA     | - Bélgica - França - Portugal |
| CONMEBOL | - Brasil - Colômbia           |

## Primeira fase
|  | Equipes classificadas para a Final                   |
|  | Equipes classificadas para disputa do terceiro lugar |
|  | Equipes eliminadas                                   |

### Grupo A
| Pos | Seleção        | Pts | J | V | E | D | GP | GC | SG |
| --- | -------------- | --- | - | - | - | - | -- | -- | -- |
| 1   | Colômbia       | 12  | 4 | 4 | 0 | 0 | 7  | 2  | +5 |
| 2   | França         | 7   | 4 | 2 | 1 | 1 | 6  | 4  | +2 |
| 3   | Coreia do Sul  | 7   | 4 | 2 | 1 | 1 | 3  | 2  | +1 |
| 4   | Estados Unidos | 3   | 4 | 1 | 0 | 3 | 3  | 7  | −4 |
| 5   | RD Congo       | 0   | 4 | 0 | 0 | 4 | 1  | 5  | −4 |

### Grupo B
| Pos | Seleção  | Pts | J | V | E | D | GP | GC | SG |
| --- | -------- | --- | - | - | - | - | -- | -- | -- |
| 1   | Brasil   | 10  | 4 | 3 | 1 | 0 | 6  | 2  | +4 |
| 2   | Portugal | 7   | 4 | 2 | 1 | 1 | 7  | 6  | +1 |
| 3   | México   | 5   | 4 | 1 | 2 | 1 | 6  | 5  | +1 |
| 4   | Nigéria  | 2   | 4 | 0 | 2 | 2 | 3  | 6  | −3 |
| 5   | Bélgica  | 2   | 4 | 0 | 2 | 2 | 3  | 6  | −3 |

## Premiação
| Torneio Internacional de Toulon de 2013 |
| --------------------------------------- |
| BRASIL Campeão (7º título)              |

## Artilharia
3 gols
| - Vinícius Araújo | - José Abella | - Aladje |

2 gols
| - Yuri Mamute - Jherson Vergara | - Miguel Borja - Paul Madiba | - Alhaji Gero |

1 gol
| - Zakaria Bakkali - Paul-José M'Poku - Igor Vetokele - Danilo - Erik Lima - Felipe Aguilar - Cristian Palomeque - Andrés Rentería - Harrison Manzala - Stéphane Bahoken - Alexandre Coeff | - Rachid Ghezzal - Gilbert Imbula - Benjamin Jeannot - Paul-Georges Ntep - Gaël Vena - Jo Suk-Jae - Han Sung-Gyu - Kang Yoon-Goo - Marco Bueno - Julio Morales | - Armando Zamorano - Bright Ejike - Ricardo Alves - Ivan Cavaleiro - Ricardo Esgaio - Ricardo Pereira - Tozé - Daniel Cuevas - Danny Garcia - Benji Joya |

## Classificação final
| 1. Brasil 2. Colômbia 3. França 4. Portugal 5. Coreia do Sul | 1. México 2. Estados Unidos 3. Nigéria 4. Bélgica 5. Congo |  |  |